# Smap Vest
『Smap Vest』（スマップ ヴェスト）は、SMAPの3作目のベスト・アルバム。2001年3月23日にビクターエンタテインメントから発売された。

## 解説
デビュー曲「Can't Stop!! -LOVING-」から当時の最新曲「らいおんハート」までの歴代シングルを販売順とは逆に収録した初のオールタイム・ベスト・アルバム。
ジャニーズ事務所所属アーティストのアルバムでは初めて初動売上でミリオンを達成している。
アルバム名にかけてジャケットは上着の「ベスト」（vest）がデザインされ、初回盤には12色のジャケットパターンがある。ディスクのカラーも初回盤は色付きで12種類存在し、ジャケットとは違う2色が割り振られており、通常盤は色のないディスクとなっている。他に通常盤では白色のベストがデザインされているが、初回盤の白色とは細部が微妙に異なっているため全13種類のジャケットが存在する。この12色は発売当時のチラシによれば、「ピンク PK」,「バイオレット VT」,「イエロー YW」,「シアン CN」,「コバルトブルー CB」,「オレンジ OR」,「レッド RD」,「グレー GY」,「ホワイト WT」,「グリーン GR」,「ライム LM」,「ライトブルー LB」である。
歌詞カードの「君色思い」の最後に誤りがある（Lady 顔を上げて…の後の‼が記載されてない）。

## チャート成績
2001年4月2日付のオリコン週間アルバムチャートで、初週100.5万枚を売り上げ、初登場1位を獲得した。
2017年1月時点での累計売上は182.9万枚（オリコン調べ）。

## 収録曲
※を除き、シングル・バージョンアルバム初収録曲。

### DISC 1
1. らいおんハート（4:22)
作詞:野島伸司 / 作曲・編曲:コモリタミノル
  - 32ndシングル
  - 草彅剛主演 日本テレビ系ドラマ「フードファイト」主題歌
2. Let It Be※（4:11）
作詞:相田毅 / 作曲・編曲:Face 2 fAKE
  - 31stシングル
  - フジテレビ系「SMAP×SMAP」テーマソング
3. Fly（4:58）
作詞:ゆかり美和 / 作曲:野戸久嗣 / 編曲：岡雄三
  - 30thシングル
  - フジテレビ系「SMAP×SMAP」テーマソング
  - SMAP出演 NTT東日本 CMソング
4. 朝日を見に行こうよ（5:06）
作詞・作曲:安田信二 / 編曲:CHOKKAKU
  - 29thシングル
  - フジテレビ系「SMAP×SMAP」テーマソング
5. たいせつ※（3:57）
作詞:戸沢暢美 / 作曲:小森田実 / 編曲:長岡成貢
  - 28thシングル
  - 中居正広主演 フジテレビ系ドラマ「ブラザーズ」主題歌
  - フジテレビ系『FNS27時間テレビ12 FNS1億2700万人の27時間テレビ夢列島〜てれずにいいこと・てれずに楽しく〜』テーマソング
6. 夜空ノムコウ※（4:34）
作詞:スガシカオ / 作曲:川村結花 / 編曲:CHOKKAKU
  - 27thシングル
  - フジテレビ系「SMAP×SMAP」テーマソング
7. Peace!（4:42）
作詞:飯塚麻純 / 作曲:Face 2 fAKE / 編曲:長岡成貢
  - 26thシングル
  - フジテレビ系「SMAP×SMAP」テーマソング
8. セロリ※（4:04）
作詞・作曲:山崎まさよし / 編曲:清水信之
  - 25thシングル
  - 草彅剛主演 フジテレビ系ドラマ「いいひと。」主題歌
9. ダイナマイト※（4:49）
作詞:森浩美 / 作曲・編曲:小森田実
  - 24thシングル
  - フジテレビ系「SMAP×SMAP」テーマソング
10. SHAKE※（4:22）
作詞:森浩美 / 作曲:小森田実 / 編曲:CHOKKAKU
  - 23rdシングル
  - フジテレビ系「SMAP×SMAP」テーマソング
  - SMAP出演 NTT東日本 CMソング
11. 青いイナズマ※（4:38）
作詞:森浩美 / 作曲:林田健司 / 編曲:CHOKKAKU / コーラスアレンジ:佐々木久美 / コーラス作詞:Candee Hayashida
  - 22ndシングル
  - フジテレビ系「SMAP×SMAP」テーマソング
  - 中居正広・香取慎吾出演 ローソン「JOHNNYS WORLD VISUAL RECORD」CMソング
12. はだかの王様 〜シブトクつよく〜（3:58）
作詞:森浩美 / 作曲・編曲:庄野賢一 / コーラスアレンジ:岩田雅之
  - 21stシングル
  - 日本テレビ系「劇空間プロ野球'96」テーマソング
13. 胸さわぎを頼むよ（5:18）
作詞:戸沢暢美 / 作曲:寺田一郎 / 編曲:CHOKKAKU / コーラスアレンジ:岩田雅之
  - 20thシングル
  - 木村拓哉出演 カネボウ化粧品「テスティモ」CMソング
14. 俺たちに明日はある（4:17）
作詞:相田毅 / 作曲・編曲:岩田雅之
  - 19thシングル
  - 木村拓哉出演 TBS系ドラマ「人生は上々だ」主題歌
15. どんないいこと（4:22）
作詞:大倉浩平 / 作曲・編曲:庄野賢一 / コーラスアレンジ:岩田雅之
  - 18thシングル
  - 草彅剛・香取慎吾出演 カルビー「ポテトチップス」CMソング
16. しようよ（4:45）
作詞:森浩美 / 作曲:Jimmy Johnson（馬飼野康二） / 編曲:CHOKKAKU / コーラスアレンジ:岩田雅之
  - 17thシングル
  - 木村拓哉出演 大塚製薬「オロナミンC」CMソング

### DISC 2
1. KANSHAして（4:19）
作詞:戸沢暢美 / 作曲:林田健司 / 編曲:清水信之 / コーラスアレンジ:Candee
  - 16thシングル
  - SMAP出演 NTT東日本「テレチョイス」CMソング
2. たぶんオーライ（4:36）
作詞:小倉めぐみ / 作曲・編曲:庄野賢一 / コーラスアレンジ:岩田雅之
  - 15thシングル
  - フジテレビ系「夢がMORI MORI」テーマソング
  - 中居正広・香取慎吾出演 ローソン「JOHNNYS WORLD VISUAL RECORD」CMソング
3. がんばりましょう（3:48）
作詞:小倉めぐみ / 作曲・編曲:庄野賢一
  - 14thシングル
  - フジテレビ系「なるほど!ザ・ワールド」テーマソング
  - フジテレビ系「夢がMORI MORI」テーマソング
  - 中居正広・木村拓哉出演 ローソン「JOHNNYS WORLD VISUAL RECORD」CMソング
  - 春の選抜高校野球'95 入場曲
4. オリジナル スマイル（5:06）
作詞:森浩美 / 作曲:MARK DAVIS（馬飼野康二） / 編曲:CHOKKAKU
  - 13thシングル
  - 木村拓哉出演 大塚製薬「オロナミンC」CMソング
5. Hey Hey おおきに毎度あり（3:37）
作詞:庄野賢一・えのきみちこ / 作曲・編曲:庄野賢一
  - 12thシングル
  - SMAP主演 映画「シュート!」挿入歌
  - SMAP出演 ワニブックス「SMAP YEAR BOOK 1993-1994」CMソング
  - フジテレビ系「なるほど!ザ・ワールド」オープニング・テーマ
6. 君色思い（4:43）
作詞・作曲:林田健司 / 編曲:CHOKKAKU / コーラスアレンジ:椎名和夫
  - 11thシングル
  - テレビ東京系アニメ「赤ずきんチャチャ」オープニング・テーマ
7. $10（4:27）
作詞:林田健司・森浩美 / 作曲:林田健司 / 編曲:林田健司・CHOKKAKU
  - 10thシングル
  - フジテレビ系「夢がMORI MORI」テーマソング
8. 君は君だよ（4:39）
作詞:小倉めぐみ / 作曲:谷本新 / 編曲:重実徹
  - 9thシングル
  - テレビ東京系アニメ「姫ちゃんのリボン」エンディング・テーマ
  - SMAP主演 VHS「SMAP VIDEO はじめての夏」挿入歌
9. はじめての夏（4:52）
作詞:森浩美 / 作曲:馬飼野康二 / 編曲:長岡成貢 / コーラスアレンジ:松下誠
  - 8thシングル
  - テレビ東京系アニメ「姫ちゃんのリボン」エンディング・テーマ
10. ずっと忘れない（5:53）
作詞:森浩美 / 作曲:馬飼野康二 / 編曲:長岡成貢
  - 7thシングル
11. 雪が降ってきた（5:05）
作詞:森浩美 / 作曲:馬飼野康二 / 編曲:長岡成貢 / コーラスアレンジ:松下誠
  - 6thシングル
12. 笑顔のゲンキ※（4:32）
作詞:森浩美 / 作曲:馬飼野康二 / 編曲:船山基紀
  - 5thシングル
  - テレビ東京系アニメ「姫ちゃんのリボン」オープニング・テーマ
13. 負けるなBaby! 〜Never give up（3:57）
作詞:相田毅 / 作曲:筒美京平 / 編曲:CHOKKAKU
  - 4thシングル
  - SMAP主演 映画「シュート!」挿入歌
14. 心の鏡（4:14）
作詞:福島優子 / 作曲:筒美京平 / 編曲:土方隆行
  - 3rdシングル
  - SMAP出演 Panasonic「おたっくす」CMソング
  - SMAP主演 VHS「オリジナル・ストーリー 心の鏡」挿入歌
  - SMAP主演 映画「シュート!」挿入歌
15. 正義の味方はあてにならない（5:15）
作詞:小倉めぐみ / 作曲:馬飼野康二 / 編曲:新川博
  - 2ndシングル
  - SMAP出演 Panasonic「おたっくす」CMソング
16. Can't Stop!! -LOVING-（5:09）
作詞:森浩美 / 作曲:Jimmy Johnson（馬飼野康二） / 編曲:船山基紀
  - 1stシングル
  - テレビ朝日系「ビートたけしのTVタックル」エンディング・テーマ

## 演奏
（歌詞カードのクレジットより記載）
Disc 1
- 小島良喜：Electric Piano（#1）
- 小森田実
  - Chorus（#1.9.10）
  - Other Instruments（#1）
  - All Instruments（#9）
- 清水一雄：Guitar（#2）
- TAKE（Skoop On Somebody）、ブレンダ・ヴォーン：Chorus（#2）
- 落合徹也グループ：Strings（#2）
- Face 2 fAKE：Other Instruments（#2）
- 佐野康夫：Drums（#3）
- 大山康輝：Keyboards（#3）
- 岡雄三：Bass（#3）
- 塩次伸二：Guitar（#3）
- 村田陽一、荒木敏男、西村浩二、竹野昌邦、山本拓夫：Horns（#3）
- David Lawson, Robbie Danzie, Wanda Lawson：Chorus（#3）
- CHOKKAKU
  - All Instruments（#4.10.11.16）
  - Other Instruments（#6.13）
- 野澤孝智：Chorus（#4.5.6.7.11.13.15）
- 長岡成貢
  - All Instruments（#5）
  - Other Instruments（#7）
- 佐々木久美
  - Chorus（#5.11.14）
  - Hammond Organ（#14）
- 河合夕子、斎藤妙子：Chorus（#5）
- 角田順：Electric Sitar（#6）
- 神保彰：Drums（#7）
- Oh! Be：Chorus（#7）
- 田中倫明：Percussions（#8）
- 清水信之：Other Instruments（#8）
- Candee、David T.Kamada：Chorus（#11）
- 庄野賢一：All Instruments（#12.15）
- 岩田雅之
  - Chorus（#12-16）
  - Other Instruments（#14）
- Philippe Saisse：Piano（#13）
- Phil Woods：Altо Sax（#13）
- 堀越信泰：Guitar（#14）
- 渕野繁雄：Sax（#14）

Disc 2
- 清水信之：All Instruments（#1）
- Candee, 佐々木久美：Chorus（#1）
- David T.Kamada
  - Chorus（#1.3.4.11.12.14.15.16）
  - Acoustic Guitar（#4）
- 野澤孝智：Chorus（#1.3.5.6.8-15）
- Dennis Chambers：Drums (#2）
- Mike Campbell：Guitar（#2）
- Bob Berg：Tenor Sax（#2）
- 庄野賢一
  - Other Instruments（#2）
  - All Instruments（#3.5）
- 岩田雅之：Chorus（#2）
- Jeffrey Qwest：Chorus（#3）
- CHOKKAKU
  - Other Instruments（#4.6.7）
  - All Instruments（#13）
- 土岐英史：Altо Sax（#6.11）
- 林田健司：Guitar ＆ Chorus（#7）
- 湊雅史：Drums（#8）
- 美久月千晴：Bass（#8.14）
- エリック・ミヤシロ：Trumpet（#8）
- 重実徹：Other Instruments（#8）
- 長岡成貢
  - All Instruments（#9.10）
  - Other Instruments（#11）
- 松下誠：Chorus（#9.11）
- 船山基紀：All Instruments（#12.16）
- 青山純：Drums（#14）
- 土方隆行：Guitar（#14）
- 新川博：All Instruments（#15）